# Walrab von Wangenheim (Politiker, 1831)

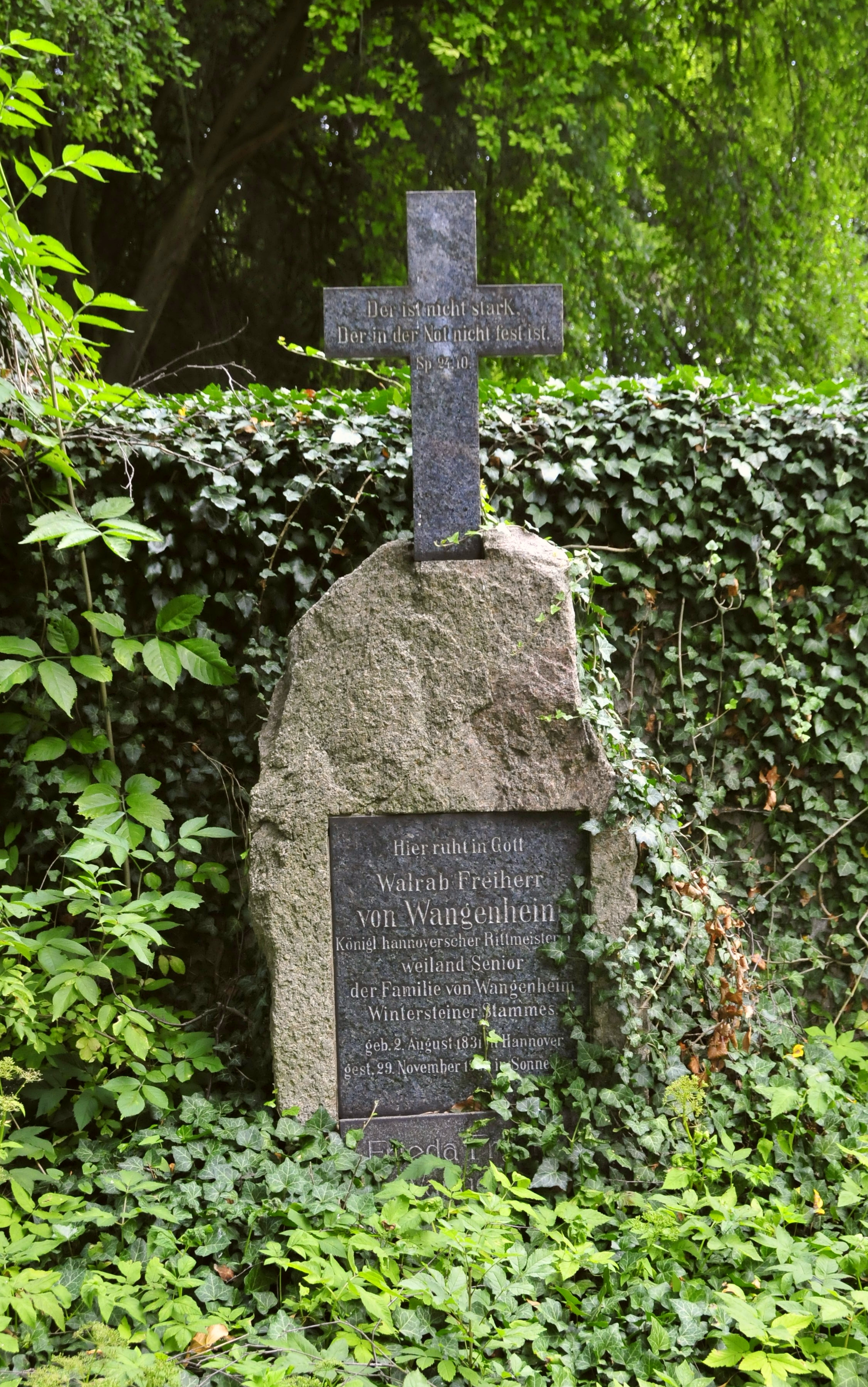
Grabstätte in Sonneborn

Walrab Freiherr von Wangenheim (* 2. August 1831 in Hannover; † 29. November 1909 in Sonneborn) war Rittergutsbesitzer, Offizier und Mitglied des Deutschen Reichstags. Er gehörte zur Familie von Wangenheim-Winterstein.

## Leben
Seine Eltern waren Freiherr Adolf von Wangenheim (* 1797; † 1858), kgl. hann. Präsident des Ober-Steuer- und Schatzkollegiums, und Amélie von Hake (* 1806; † 1884), Tochter der Charlotte Freiin von Ketelhodt und des hann. Forstmeisters Friedrich von Hake. Der Schwiegervater besaß ein Gut in Hasperde.
Wangenheim besuchte das Lyceum in Hannover und von 1846 bis 1849 das Kadettenhaus daselbst. Von 1849 bis 1866 hat er in der Garde du Corps zu Hannover (zuletzt als Schwadronschef) gedient und schied nach der Annexion Hannovers als Rittmeister aus. Danach bewirtschaftete er teils die Güter der Familie in Sonneborn und Wangenheim. Sonneborn war ein Stammsitz der von Wangenheim.
Von 1884 bis 1887 war er Mitglied des Deutschen Reichstags für den Wahlkreis Provinz Hannover 9 Hameln, Linden, Springe und die Deutsch-Hannoversche Partei.
Wangenheim war zweimal verheiratet, 1863 zu Ringelheim Elisabeth von der Decken (* 1837; † 1885) Tochter des Geheimrats Graf Adolf von der Decken-Ringelheim und der Louise von Wangenheim. Die zweite Ehe vollzog er 1892 in Brüheim, mit Frieda Freiin von Wangenheim (* 1863; † 1949) aus der II. Familienlinie. Der Sohn Georg (genannt Jürgen) von Wangenheim (* 1875; † 1956) stammt aus der ersten Beziehung und wurde Architekt. Jürgen heiratete Hilda Freiin von Schele, Tochter des sächs. Major Arnold von Schele und der Silvie Freiin von Reibnitz. Sie hatten keine Kinder, Frieda lebte als Witwe in Wunstorf. Walrabs Witwe Frieda lebte bis zuletzt in Sonneborn.

## Genealogie
- Gothaisches Genealogisches Taschenbuch der Freiherrlichen Häuser. Zugleich Adelsmatrikel der D.A.G. Teil A (Uradel). 1942. Zweiundneunzigster Jahrgang, Justus Perthes, Gotha 1941, S. 575–576.
- Hans Friedrich von Ehrenkrook, Carola von Ehrenkrook, Friedrich Wilhelm Euler, Jürgen von Flotow, Walter von Hueck, u. a.: Genealogisches Handbuch der Freiherrliche Häuser. A (Uradel). 1956. Band II, Band 13 der Gesamtreihe GHdA, Hrsg. Deutsches Adelsarchiv, C. A. Starke Verlag, Glücksburg (Ostsee) 1956, S. 510–511.